# 希臘獸屬
希臘獸（學名：Helladotherium）是一個已經滅絕的物種，屬於長頸鹿科，存活於中新世的歐洲、非洲和亞洲。
根據與西瓦鹿頭骨的比較，最完整的化石是雌性。